# Niwea
Niwea – polski duet wykonujący eksperymentalną muzykę elektroniczną. Formację utworzyli autor tekstów i wokalista Wojciech Bąkowski oraz producent muzyczny Dawid Szczęsny.
Debiutancki album Niwea zatytułowany 01 ukazał się 1 marca 2010 roku nakładem wytwórni muzycznej Qulturap. Do pochodzącej z wydawnictwa kompozycji „Miły, młody człowiek” został zrealizowany teledysk. W ramach promocji duet dał szereg koncertów w Polsce, m.in. w Warszawie, Poznaniu, Krakowie i Wrocławiu. Ponadto muzycy wystąpili na festiwalu Tauron Nowa Muzyka, Selector Festival i Off Festival.
W sierpniu 2010 roku pierwsza płyta formacji uzyskała nominacje do nagrody Superjedynki w kategorii album debiutancki.

## Dyskografia
- 01 (1 marca 2010, Qulturap)
- 02 (18 kwietnia 2011, Qulturap)